# Edith Dinkelmann
Edith Margarethe Emilie Dinkelmann (geborene Schulze, * 23. August 1896 in Königsberg, Ostpreußen; † 10. Juni 1984 in Karlsbad, Tschechoslowakei) war eine deutsche Architektin. Sie war die erste Frau, die an der Technischen Hochschule Braunschweig zum Architekturstudium zugelassen wurde.

## Studium und Praktika
Edith Schulze wurde am 23. August 1896 als Tochter des Oberleutnants im Feldartillerie-Regiment Nr. 16 Max Schulze und seiner Frau Marianne in Königsberg geboren. Sie besuchte fünf Jahre die Städtische Höhere Mädchenschule in der Grunewaldstraße in Berlin-Schöneberg und nach dem Umzug 1907 das Mädchengymnasium in Dessau. Ihre Reifeprüfung absolvierte sie am 12. März 1915 in Bernburg an der Saale. Noch im selben Jahr begann sie ihr Architekturstudium an der Technischen Hochschule Braunschweig, wobei sie die erste Frau war, die hier zum Architekturstudium zugelassen wurde.
In den Semesterferien folgten erste Arbeiten als Praktikantin in der anhaltischen Bauverwaltung in Dessau. Ein zweites Praktikum absolvierte sie 1916 im Büro des Geheimen Hofrats Lübcke in Braunschweig. Edith Dinkelmann bestand 1917 die Diplom-Vorprüfung mit «Gut». Während des Ersten Weltkriegs war sie in der Landwirtschaftlichen Bauberatungsstelle in Wehlau (Ostpreußen) tätig. Im April 1918 wechselte sie an die TH München mit dem Versprechen, das Diplom als erste Frau in Braunschweig abzulegen. Hier war sie Schülerin des renommierten Städtebauers Theodor Fischer und machte ein dreimonatiges Praktikum in Fischers Büro in München-Laim. 1919 meldete sie sich in Braunschweig zum Hauptdiplom an, das sie im November mit der Note «Gut» bestand.

## Berufliche Laufbahn
Ihre erste Anstellung als Architektin bekam sie bei der 1919 gegründeten Gemeinnützigen Siedlungsgesellschaft Stadt und Land mbH Dessau. Dort befasste sie sich zunächst mit den Planungen der Häusergruppe „Am Achteck“ und des „Giebelwegs“. Es folgte die Planung der Siedlung „Hohe Lache“.
Edith Dinkelmann wurde Assistentin von Theodor Overhoff, Planer der Gartenstadt „Hohe Lache“. Diese liegt in direkter Nachbarschaft zum Bauhaus-Gelände. Baugeschichtlich folgt sie dem Reformgedanken der Gartenstädte zu Beginn des 20. Jahrhunderts. Betont ist der Gemeinschaftsgedanke, der architektonisch durch ein oktogonales Zentrum umgesetzt wird. Die zweigeschossige Bebauung mit Reihenhäusern, Zwei- und Mehrfamilienhäusern steht gestalterisch unmittelbar unter dem Einfluss der Gartenstadt Hellerau. Edith Dinkelmann war in sämtliche Ausführungsplanungen und in die Bauleitung involviert. 1924 übernahm sie den Entwurf, die Planungen und Ausführung für den Straßenzug „Fichtenbreite“. Die konsequente Reihung wandte Dinkelmann wiederholt in ihren späteren Projekten in Dessau, Halberstadt, Groß Ottersleben und Bad Dürrenberg an. Außerdem erstellte sie die Entwürfe für die Verwaltungsgebäude in Großkühnau, Kleinkühnau und Törten.
Während ihrer Arbeit an der Umgestaltung des Friedhofes an der Ballenstedter Straße lernte sie ihren späteren Ehemann kennen. 1924 verlobte sie sich mit dem promovierten Chemiker Bernhard Dinkelmann und 1927 heirateten sie.

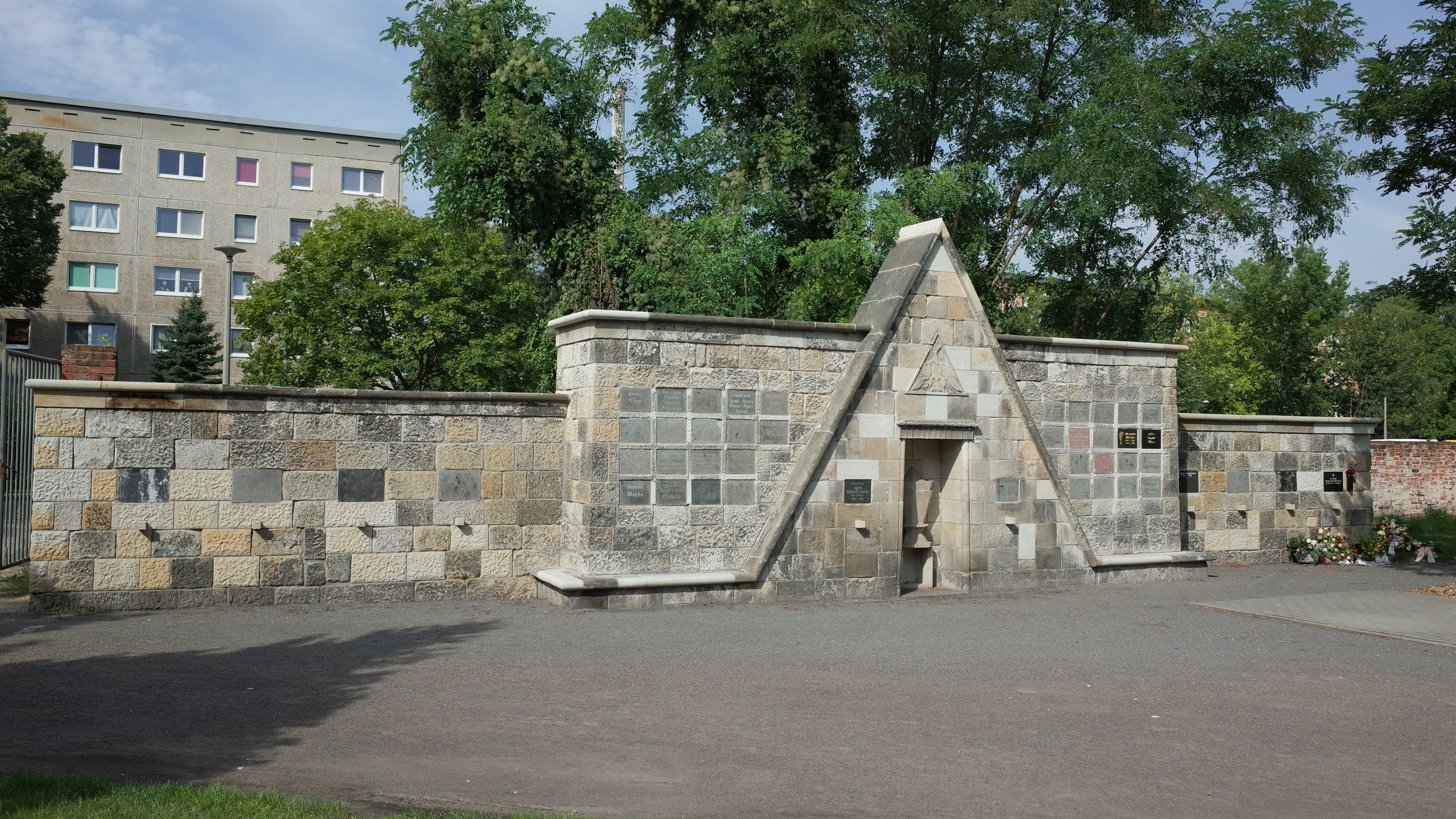
Ruhestätte von Edith Dinkelmann im von ihr entworfenen Portal-Kolumbarium

Im Sommer 1925 ging Edith Dinkelmann zur Mitteldeutschen Heimstätte Wohnungsfürsorgegesellschaft mbH Magdeburg. Im selben Jahr entstand im Auftrag der Heimstättengesellschaft Neu-Deutschland die Siedlung „Am blauen Stein“ zusammen mit dem Architekten Fritz Keller aus Magdeburg. 1926 erschien ihre Kritik am Bauhaus und konkret an der Architektur von Walter Gropius. Die 1928 bis 1929 entstandene Siedlung in Genthin an der Zeppelinstraße/Lessingstraße zeigt bereits ganz klar den Einfluss Edith Dinkelmanns. Hier werden ihre Erfahrungen aus der Arbeit mit Theodor Fischer ganz deutlich sichtbar. Die Wohnanlage „Im Mittelfelde“ Neue Neustadt in Magdeburg ist eine der letzten Bauaufgaben von Edith Dinkelmann. Sie wurde 1933 Opfer des Doppelverdienererlasses und musste ihre Arbeit aufgeben. Erst nach dem Krieg folgte eine feste Beschäftigung.
Nach 1945 war Edith Dinkelmann als Stadtbaurätin in Dessau tätig. Während dieser Zeit setzte sie sich für den Wiederaufbau der Buden am „Großen Markt“ ein. Als Angestellte im Stadtbauamt plante und baute sie u. a. ein Wohnhaus in der Rabestraße und das Dienstgebäude am Schlachthof, das heute unter Denkmalschutz steht.
Bis 1948 war Dinkelmann am Wiederaufbau von Dessau beteiligt.
Nachdem sich die politischen Verhältnisse geändert hatten und die Sprengung des Stadtschlosses nicht mehr aufzuhalten war, kündigte sie 1948 ihren Dienst bei der Stadt und machte sich als Architektin selbstständig. 1958 wanderte sie nach Westdeutschland aus. In Baden-Württemberg baute sie sich eine neue Existenz auf.